# Otakar Škvain-Mazal
Otakar Škvain zvaný Mazal (3. června 1894 Kladno – 12. září 1941 Pardubice) byl český fotbalista z SK Kladno, československý reprezentant a fotbalový trenér.

## Sportovní kariéra
Za československou reprezentaci odehrál v letech 1920–1921 šest utkání a vstřelil tři góly, a to v jediném zápase – v semifinále olympijského turnaje roku 1920 proti Francii. Nastoupil i v úplně prvním oficiálním reprezentačním utkání – s Jugoslávií na olympijských hrách v Antverpách roku 1920 (byť hrál již na tzv. Vojenských hrách v Římě roku 1919, utkání zde sehraná však později neuznaly všechny zúčastněné strany, a tak nejsou oficiální). Začínal v SK Kladno, poté hrál za SK Židenice. V letech 1920–1922 hrál za Spartu Praha, pak krátce za Moravskou Slavii Brno a v letech 1922–1923 za Slávii Praha. Roku 1923 jeho slibně se rozvíjející kariéru ukončilo vážné zranění kolena. Se Spartou se stal jednou středočeským mistrem (vítězem tzv. Středočeské 1. třídy, obvykle nazývané Středočeská liga), a to v roce 1921. Jeho přezdívka Mazal takřka zcela nahradila jeho původní jméno, v mnoha historických statistikách je veden pod ní, někdy též pod variantou křestního jména Otto.
Za československou reprezentaci odehrál v letech 1920–1921 šest utkání.
| Zápas            | Výsledek | Datum      | Místo konání                         | Minuty | Góly | Typ utkání       |       |
| ---------------- | -------- | ---------- | ------------------------------------ | ------ | ---- | ---------------- | ----- |
| ČSR - Jugoslávie | 7 - 0    | 28.08.1920 | Antverp SC, Antverpy, Belgie         | 90     | 0    | OH 1920          | odkaz |
| ČSR - Norsko     | 4 - 0    | 29.08.1920 | Union St. Gilloise, Brusel, Belgie   | 90     | 0    | OH 1920          | odkaz |
| ČSR - Francie    | 4 - 1    | 31.08.1920 | Olympijský stadion, Antverpy, Belgie | 90     | 3    | OH 1920 - semif. | odkaz |
| ČSR - Belgie     | 0 - 2    | 02.09.1920 | Olympijský stadion, Antverpy, Belgie | 37     | 0    | OH 1920 - finále | odkaz |
| ČSR - Jugoslávie | 6 - 1    | 28.10.1921 | AC Sparta, Praha                     | 90     | 0    | přátelské        | odkaz |
| ČSR - Švédsko    | 2 - 2    | 13.11.1921 | AC Sparta, Praha                     | 90     | 0    | přátelské        | odkaz |

## Trenérská kariéra
Po skončení hráčské kariéry (po zranění kolene při naskakování do vlaku) kulhal a skončil s boxem a fotbalem, dostudoval veterinu a začal hrát tenis. Stal se uznávaným fotbalovým trenérem (trénoval také tenis), a vedl řadu klubových fotbalových týmů v ČSR či Polsku. Jeho posledním působištěm byly Pardubice, kde navečer v pátek 12. září 1941 zemřel během hry tenisu s přítelem Jaroslavem Kozákem na následky selhání srdce. Byl převezený do Kladna a pohřbený v rodinné hrobce.
- Pogoń Lwów
- DSV Saaz
- SK Rusj Užhorod
- SK Prostějov‎
- SK Pardubice
- Slovan Bratislava
- Wisla Krakov
- SK Kladno
- SK Pardubice